# Klášter Windberg
Klášter Windberg je bavorský premonstrátský klášter v řezenské diecézi. Ve středověku byl rodovou fundací hrabat z Bogenu.

## Historie
Klášter byl založen Albrechtem I. z Bogenu na místě původního sídla rodu. Se založením hraběti pomáhal bamberský biskup Ota a zřejmě okolo roku 1140 se v místním společenství řeholníků objevili první premonstráti a v květnu 1142 olomoucký biskup Jindřich Zdík za přítomnosti hraběte Albrechta vysvětil klášterní oltáře a místní letopisy o něm zmiňují jako o muži znamenitého jména i zásluh. Český kníže Vladislav II. klášteru věnoval čtyři vesnice na Sušicku.
Z prosince 1146 je zachována konfirmační listina papeže Evžena III., v níž byl potvrzen hrabě z Bogenu jako fojt kláštera a fundace byla povýšena na opatství zasvěcené Panně Marii.
Klášter zanikl po mnoha vzestupech a pádech roku 1803 během sekularizace Bavorska. K obnově došlo až roku 1923 mnichy z holandského kláštera Berne-Heeswijk.

## Architektura
Konventní kostel je románská trojlodní bazilika s příčnou lodí poukazující na vliv stavební huti fungující i na stavbě v Hirsau. Vnitřní výzdoba a oltář jsou výsledkem barokní přestavby.